# Smilin' Jack
The Adventures of Smilin' Jack est un comic strip créé par Zack Mosley apparu le 1er octobre 1933 dans le Chicago Tribune et publié jusqu'au 1er avril 1973. Son pour personnage principal est l'aviateur viril Jack Martin.
Smilin' Jack était extrêmement populaire dans ses premières années. En 1940, c'était ainsi le comic strip préféré des enfants américains. Il a été adapté à la radio en 1933 par Mutual Broadcasting System et en serial en 1943 par Universal Studios. Il a également fait plusieurs apparitions dans des comic books dès 1936, avec notamment un titre à son nom chez Dell de 1947 à 1949.

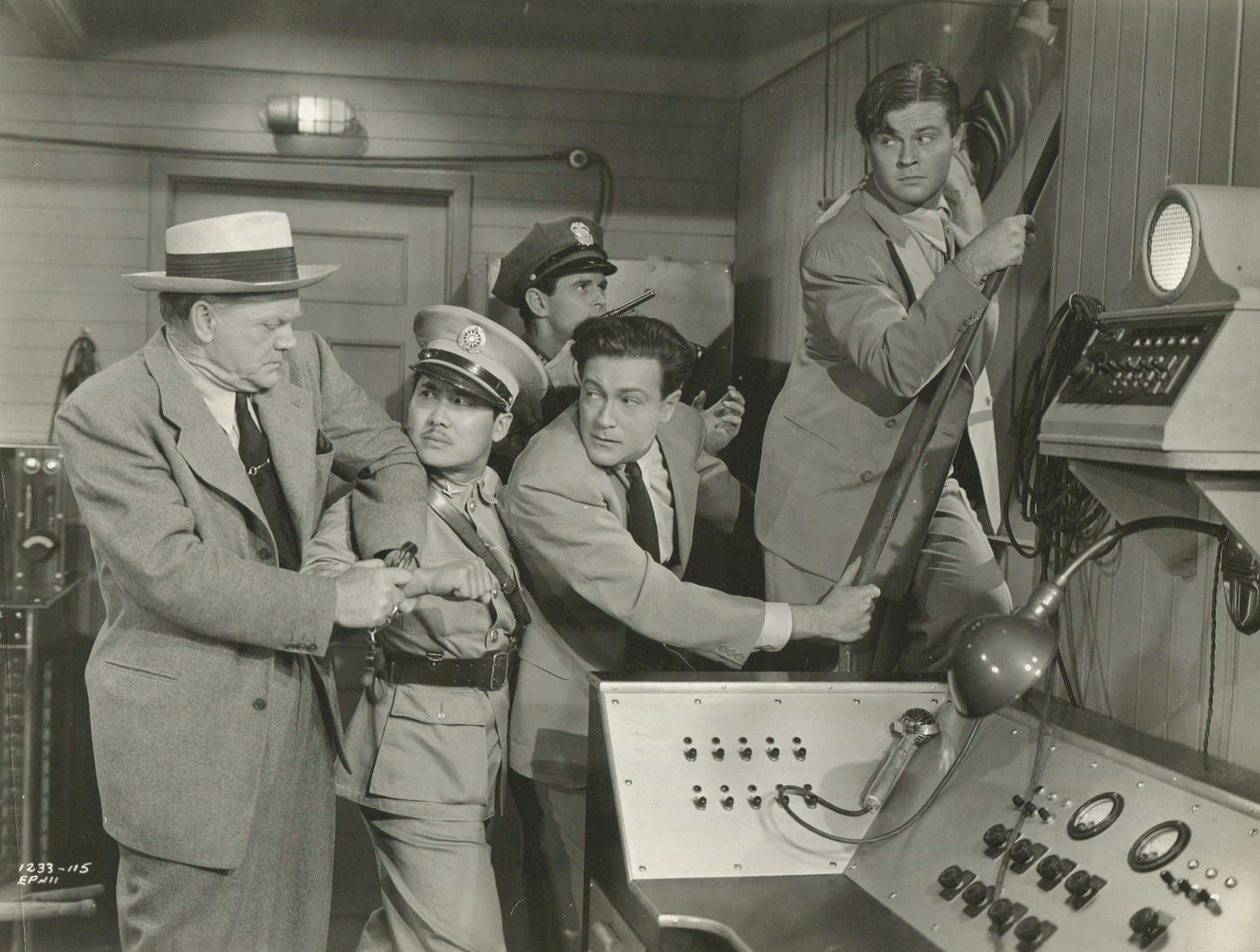
Keye Luke, Edgar Barrier, Tom Brown et d'autres acteurs non identifiés dans The Adventures of Smilin' Jack (1943).